# Wohn- und Wirtschaftsgebäude Am Heiligenberg 10
Das Wohn- und Wirtschaftsgebäude Am Heiligenberg 10 in Bruchhausen-Vilsen-Heiligenberg, südlich des Kernortes, stammt aus dem 18. Jahrhundert.
Das Gebäude steht unter Denkmalschutz (siehe auch  Liste der Baudenkmale in Bruchhausen-Vilsen).

## Geschichte
Das sanierte traufständige Gebäude in Fachwerk mit Steinausfachungen, reetgedecktem Krüppelwalmdach und Niedersachsengiebel mit Uhlenloch und niedersächsischen Pferdeköpfen sowie der markanten größeren runden Gaube wurde im 18. Jahrhundert gebaut.

Das Haus wurde nach Umbauten als Wohn- bzw. Wochenendhaus genutzt.
Der mittelalterliche Ringwall mit dem Kloster Heiligenberg befindet sich in der Nähe.